# Aster Aweke
Aster Aweke, in lingua amarica አስቴር አወቀ (Gondar, 1959), è una cantante etiope.

## Discografia
- 1990 - Aster
- 1991 - Kabu
- 1994 - Ebo
- 1995 - Live in London
- 1999 - Hagere
- 2001 - Sugar
- 2004 - Asters Ballads
- 2006 - Fikir
- 2010 - Checheho
- 2013 - Ewedhalew
- 2017 - Musica
- 2017 - Sebebu
- 2019 - Chewa
- 2023 - Soba